# Тазетдінов Ідгай Борисович
Ідгай Борисович Тазетдінов (узб. Idgay Borisovich Tazetdinov / рос. Идгай Борисович Тазетдинов; нар. 13 січня 1933, Узбецька РСР — пом. 11 серпня 1979, Дніпродзержинськ, Дніпропетровська область, УРСР) — радянський футболіст, півзахисник. Майстер спорту СРСР (1962). Заслужений тренер Узбецької РСР (1977).

## Клубна кар'єра
Футбольну кар'єру розпочав 1948 року в аматорському колективі «Труд» (Ташкент). У 1953 році став гравцем «Спартака» (Ташкент). У 1955 році прийняв запрошення «Пахтакора» (Ташкент), в якому виступав до 1963 року. За чотири роки в класі «Б» зіграв 108 матчів, забив 21 гол, з 1958 року — капітан команди. У класі «А» у 1960—1963 роках зіграв 94 матчі, забив 12 голів. Потім захищав кольори «Політвідділа» (Янгібазара), у футболці якого завершив футбольну кар'єру 1965 року.
Учасник футбольного турніру Спартакіади народів СРСР 1956 року у складі збірної Узбецької РСР.

## Кар'єра тренера
Ще бувши гравцем розпочав тренерську діяльність. У 1964-1965 роках виконував функції граючого тренера «Політвідділа» (Янгібазара), а потім до 1969 року допомагав тренувати вище вказаний клуб. З 1971 по 1972 рік очолював «Янгієр». У 1973 році тренував «Андижанець» (Андижан), а в 1974 році очолив «Янгіарик». У 1977 році увійшов до тренерського штабу ташкентського «Пахтакора», де працював помічником тренера.
Загинув 11 серпня 1979 року в авіакатастрофі під Дніпродзержинськом. У зіткненні двох літаків Ту-134 також загинули 13 гравців «Пахтакора» і ще 2 члени тренерського штабу. Похований на першому міському цвинтарі.
Тренер збірної Узбецької РСР на футбольному турнірі Спартакіади народів СРСР 1979 року.

## Особисте життя
Дружина — Алла Сергіївна Шулепіна-Тазетдінова, працювала керівником творчого виробничого об'єднання «Кіноактор».

## Досягнення

### Як гравця
«Політвідділ»
- Фінальний турнір Класу «Б» СРСР
  -  Бронзовий призер (1): 1964

### Відзнаки
- Майстер спорту СРСР: 1962
- Заслужений тренер Узбецької РСР: 1977